# روجر دافيس
روجر دافيس (بالإنجليزية: Roger Davies)‏ مواليد 25 أكتوبر 1950 في ولفرهامبتن، هو لاعب كرة قدم إنجليزي دولي سابق كان يلعب كمهاجم.

## المسيرة الاحترافية

### أندية لعب لها
- ديربي كاونتي
- نادي كلوب بروج
- ليستر سيتي